# 前160年代
| 千纪： | 前1千纪 |
| 世纪： | 前3世纪 \| 前2世纪 \| 前1世纪                                                                              |
| 年代： | 前190年代 \| 前180年代 \| 前170年代 \| 前160年代 \| 前150年代 \| 前140年代 \| 前130年代                    |
| 年份： | 前169年 \| 前168年 \| 前167年 \| 前166年 \| 前165年 \| 前164年 \| 前163年 \| 前162年 \| 前161年 \| 前160年 |

前160年代從前169年1月1日開始，於前160年12月31日結束。

## 大事记
- 前169年，梁王劉揖墮馬死。匈奴攻狄道，漢政府用太子家令晁錯策，募民遷塞下實邊。
- 前167年，少女淳于緹縈為父冤上書，漢文帝命廢肉刑。
- 前165年，匈奴滅月氏，月氏殘眾西遷。
- 前164年，方士新垣平以望氣擢為上大夫。
- 前163年，汉文帝誅新垣平。
- 前162年，任御史大夫申屠嘉為丞相。漢文帝嬖幸太中大夫鄧通，賞賜累鉅萬。
- 前161年，軍臣單于嗣位。

## 逝世
- 前169年，賈誼
- 前161年，匈奴老上單于